# Richard Lörcher
Richard Lörcher (* 15. März 1907 in Cleebronn, Königreich Württemberg; † 13. Juli 1970 in Spangenberg, Hessen) war ein deutscher Geistlicher, Posaunenwart der evangelischen Kirche, Lieddichter, Komponist und Diakon.

## Leben
Er wurde als viertes Kind des evangelisch-lutherischen Pfarrers Friedrich Lörcher geboren, der in Oberboihingen eine Pfarrstelle versah, als Richard eingeschult wurde. Später besuchte er die Grundschule und das Gymnasium in Nürtingen, das er mit dem Abschluss der Mittleren Reife verließ, um eine Lehre als Maschinenschlosser zu absolvieren. Von seinem ursprünglichen Plan, ein Ingenieurstudium zu durchlaufen, rückte er ab, als er mit dem evangelischen Bläserchor der Gemeinde seines Vaters in Kontakt kam und ein christliches Erweckungserlebnis hatte. Von dem ersten selbstverdienten Geld kaufte sich Lörcher ein Flügelhorn. Ab dem Jahr 1926 durchlief er eine Diakonenausbildung in den Bodelschwinghschen Anstalten Bethel in Bielefeld, wo er Mitglied im Bläsersextett des berühmten Posaunenwarts Johannes Kuhlo wurde.
Im Jahr 1932 übernahm Lörcher seine erste Anstellung im geistlichen Amt, als er Gemeinde- und Jungdiakon in Steinhagen bei Gütersloh wurde, wo er im folgenden Jahr ein eigenes Bläsersextett gründete, dessen Repertoire auch zeitgenössische Kirchenmusik umfasste. 1936 wurde ihm das Amt eines Posaunenwarts im Kreisverband Gütersloh übertragen. Lörcher schrieb ab dieser Zeit Liedtexte und -melodien und komponierte Bläsermusik.
Im selben Jahr heiratete er Anni Tegtmeyer, eine Tochter des Brüderhausvorstehers Paul Tegtmeyer; aus der Ehe gingen vier Kinder hervor. Zwischen 1940 und 1945 versah Lörcher den Wehrdienst als Sanitäter in Südfrankreich. Nach Deutschland zurückgekehrt, widmete er sich wieder seiner Bestimmung, wurde 1946 Jungwart in Minden-Ravensberg und Lippe und 1948 Posaunenwart für Westfalen; sein Bläsersextett erweiterte er zu einem Oktett.
Im Jahr 1948 wurde er im Westdeutschen Jungmännerbund des Vereins Christlicher junger Männer (CVJM) zum Posaunenwart für Westfalen berufen, später zum Bundesposaunenwart. In der Folgezeit organisierte er Posaunenfeste, nahm an den großen Bundesposaunenfesten teil und absolvierte europaweite Konzertreisen mit seinem Oktett. Lörcher war darüber hinaus Mitglied des Geschäftsführenden Ausschusses des Westfälischen Arbeitskreises und des Bundesarbeitskreises der Bekenntnisbewegung Kein anderes Evangelium.
Nach einem Herzinfarkt ging Lörcher 1967 vorzeitig in Ruhestand und verstarb im Jahr 1970 auf einer Reise. Unweit des Grabes von Johannes Kuhlo, mit dem er immer eng verbunden blieb, wurde er auf dem Friedhof in Bethel beerdigt.

## Werk
Lörcher veröffentlichte zeit seines Lebens diverse Sammlungen mit selbst verfassten Noten für Bläser zu altbekannten Liedern der Evangelischen Kirche und neuen Kirchenliedern. Zusammen mit Hermann Mühleisen gab er ab 1950 im Auftrag des Westdeutschen Jungmännerbundes des CVJM das Posaunenbuch Lobt Gott in zwei Bänden heraus, das mehrere Auflagen erlebte und das aus Noten für Kirchenliedsätze, Choralvorspiele, Bläservorspiele, Intraden, Volkslieder, Psalmsätze der Reformationszeit, Bläserstücke, Kanon-Lieder und moderne geistliche Lieder bestand. 1937 entstand das bekannteste von ihm gedichtete Lied Jesus Christus, König und Herr, das gegenwärtig in regionalen Anhängen des Evangelischen Gesangbuchs (EG) zu finden ist. Zu dem von Pastor Friedrich von Bodelschwingh verfassten Lied Nun gehören unsre Herzen ganz dem Mann von Golgatha, das in der Karfreitagspredigt 1927 in Bethel zum ersten Mal vorgestellt wurde, schrieb Lörcher die Melodie. Dieses Lied steht unter Nummer 93 im gegenwärtigen Evangelischen Gesangbuch (EG).

## Selbstzeugnis
Das Wort Gottes, das sich in der Bibel offenbart, und sein Bekenntnis durch den Künstler war die wichtigste Motivation Lörchers, die sich durch sein gesamtes Werk zieht.
So schrieb er im Vorwort eines Notenbuchs für Posaunen: „In einer dem Wort Gottes so entfremdeten Zeit gilt es für uns doppelt, an dem Wort festzuhalten. Das Wort Gottes hat die Lieder ausgelöst. Es ist das Ursprüngliche, das Erste und Wichtigste, der Kern unserer Lieder. Wir Bläser sind immer versucht, uns mit der Tongestalt der Lieder, mit ihrem Kleid zu begnügen. Aber nicht Musik, sondern nur Gottes Wort hat in den Kämpfen des Volkes Gottes die Verheißung des Sieges. Darum sei allen, die dieses Buch benutzen, zugerufen: Tut keinen Bläserdienst ohne das Zeugnis des Wortes Gottes. Gestaltet eure Stunden unter Wort Gottes und Gebet. Ruft und breitet das Wort aus überall, wo ihr mit euren Klängen Menschenherzen bewegt und erreicht.“